# Sain Alto
Sain Alto es una localidad del estado mexicano de Zacatecas. Es cabecera del municipio de Sain Alto.

## Demografía
| Censo | Población |
| ----- | --------- |
| 1900  | 2405      |
| 1910  | 2541      |
| 1921  | 1465      |
| 1930  | 2176      |
| 1940  | 2372      |
| 1950  | 2922      |
| 1960  | 3400      |
| 1970  | 3628      |
| 1980  | 3356      |
| 1990  | 4592      |
| 1995  | 4791      |
| 2000  | 4619      |
| 2005  | 4527      |
| 2010  | 5037      |
| 2020  | 5295      |